# Тюринги
Тюри́нги (лат. Thuringi, T(h)ueringi, Thoringi, Thorigi) — древнегерманское племя, жившее на территории современной Тюрингии.

## Этимология и происхождение

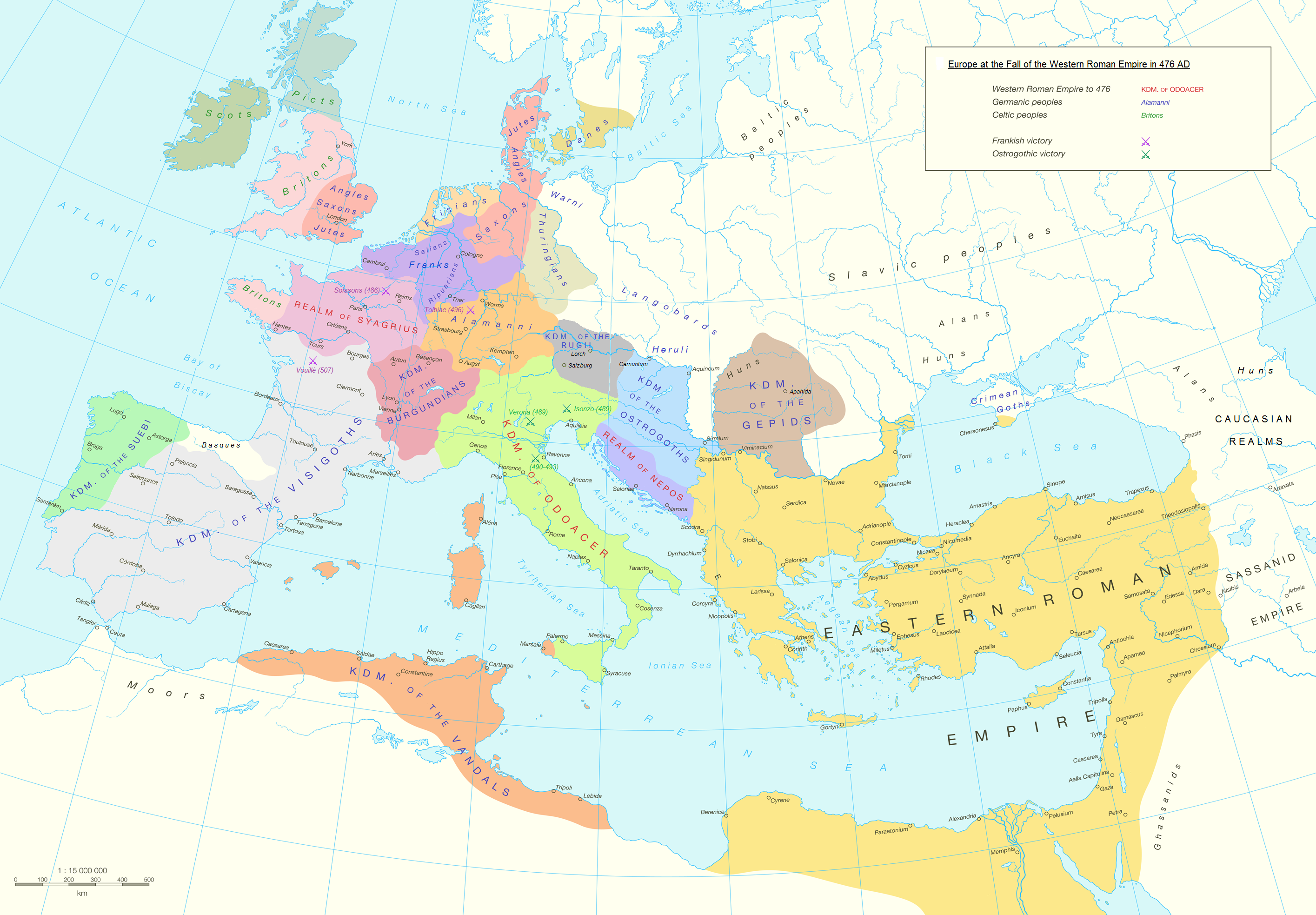
Владения тюрингов в 476 году

Название Тюрингии происходит от наименования племени тюрингов.

## История
Тюринги, наряду с алеманами и гермундурами, жили в верховье Эльбы. Вели преимущественно оседлый образ жизни. В V веке н.э тюринги принимают христианство и основывают собственное королевство. В 430 годах тюринги попали под власть гуннов, но со смертью Аттилы империя гуннов распадается и тюринги вновь обретают независимость. В начале VI века на вершине своего могущества тюринги занимают территорию от Эльбы на востоке до верховьев Майна и Дуная на юге. Но в 531 году в ходе франко-тюрингской войны тюринги терпят сокрушительное поражение и их владения оказались разделены между франками и саксами.

## Короли тюрингов
- ранее 459 — ок. 507: Бизин (умер ок. 507); браки: 1. Базина, 2. Мения
- ?—?: Фисуд
- ок. 507—531: Герменефред (убит в 534), сын Бизина: брак: Амалаберга
- ок. 507—525: Бертахар (убит в 525), брат предыдущего
- ок. 507—529: Бадерих (убит в 529), брат предыдущего